# The Unnamable II
The Unnamable II (auch bekannt unter dem Titel Der Dämon erwacht) ist ein US-amerikanischer Horrorfilm aus dem Jahr 1992. Der Film, der auf Teilen der Kurzgeschichte Die Aussage des Randolph Carter von H. P. Lovecraft basiert, ist die Fortsetzung des 1988 produzierten Horrorfilms The Unnamable.

## Handlung
Polizei und Rettungssanitäter halten sich vor dem Winthrop House auf. Sanitäter bringen den von drei Schnittwunden in der Brust verletzten Eliot Howard in einen Rettungswagen. Sheriff Hatch hält das ganze für einen Angriff von Tieren. Im Krankenhaus hat Howard Visionen von Joshua Winthrop, dem verstorbenen Besitzer des Hauses, der ihn warnt, dass der Dämon immer noch lebe und zerstört werden müsse. Randolph Carter hat Joshua Winthrops Zauberbuch aus dem Haus gerettet. Carter spricht mit dem Universitätsdekan Thayer über das Haus. Thayer warnt Carter, er solle sich nicht in Dinge einmischen, die er nie verstehen würde. Carter sucht Professor Warren auf, der ihm zu helfen verspricht.
Carter, Warren und Howard suchen die Katakomben, in denen sich der Dämon versteckt hält, auf. Während der verletzte Howard beim Auto bleibt, stoßen Warren und Carter auf den Dämonen, der im Wurzelwerk eines Baumes gefangen ist. Warren injiziert der Kreatur Insulin, er will damit erreichen, dass der Dämon den Körper von Alyda Winthrop, Joshuas Tochter, verlässt. Der Plan geht auf, Alyda erscheint als schöne nackte Frau. Doch das Insulin hat auch dazu geführt, dass der Dämon nun einen neuen Körper hat, der den Professor tötet. Carter, Howard und Alyda können aufs Universitätsgelände fliehen.
Auch der Dämon erreicht das Universitätsgelände. Auf der Suche nach Alyda tötet die Kreatur mehrere Studenten. Carter und Alyda fliehen in die Bibliothek, um dort die fehlenden Seiten des Zauberbuches zu finden. Mittlerweile ist auch der Sheriff von den Taten der Kreatur überzeugt und folgt mit einigen Beamten und Howard. Die Polizisten fallen dem Dämonen zum Opfer. Im Handschriftenraum finden Carter und Alyda die gesuchten Seiten. Er kann die eindringende Kreatur bannen. Die nun gänzlich vom Dämoneneinfluss befreite Alyda altert rapide und verfällt zu einem Skelett.

## Kritiken
Das Lexikon des internationalen Films beschrieb den Film als „blutiges Horrorspektakel mit einem Schuß Ironie und der Botschaft, daß lautere Liebe über das triebhaft Böse im Menschen siegt.“
Der TV Guide erläuterte, dass der Film, gemessen an den Maßstäben eines Exploitationfilms, erfolgreich aber zehn Minuten zu lang sei. Außerdem sei er exzessiv geschwätzig.

## Hintergrund
Der Film, eine Direct-to-Video-Produktion kam am 21. Oktober 1992 in den britischen, am 10. März 1993 in den US-amerikanischen und am 23. August 1993 in den deutschen Videohandel.